# آمبروز لنگلی
آمبروز لنگلی (انگلیسی: Ambrose Langley؛ 10 march 1870 – 29 January 1937) بازیکن فوتبال اهل بریتانیا بود.
از باشگاه‌هایی که در آن بازی کرده‌است می‌توان به باشگاه فوتبال شفیلد ونزدی و باشگاه فوتبال گریمزبی تاون اشاره کرد.